# Centropogon belliflorus
Centropogon belliflorus är en klockväxtart som beskrevs av Franz Elfried Wimmer. Centropogon belliflorus ingår i släktet Centropogon och familjen klockväxter. Inga underarter finns listade i Catalogue of Life.